# Boston, Texas
Boston är en småort i den amerikanska delstaten Texas med 200 invånare (2000). Boston är fortfarande officiell huvudort i Bowie County trots att ett nytt rättshus öppnade 1986 sina dörrar i närbelägna New Boston som är en klart större ort. Boston hade 1890 ersatt Texarkana som administrativ huvudort i countyt. Boston hade 1896 175 invånare och utvecklingen av folkmängden har varit rätt så stabil i Boston då kommersen har koncentrerats i New Boston.